# 杉並南郵便局
杉並南郵便局（すぎなみみなみゆうびんきょく）は東京都杉並区にある郵便局。民営化前の分類では集配普通郵便局であった。

## 概要
住所：〒168-8799 東京都杉並区浜田山4-5-5

### 併設施設
- ゆうちょ銀行杉並店（本店杉並出張所）：取扱店番号008130

## 沿革
- 1971年（昭和46年）10月25日 - 杉並南郵便局として、杉並区浜田山四丁目に開局[1]。
- 1998年（平成10年）9月1日 - 外国通貨の両替および旅行小切手の売買に関する業務取扱を開始
- 2007年（平成19年）10月1日 - 民営化に伴い、併設された郵便事業杉並南支店、ゆうちょ銀行杉並店に一部業務を移管。
- 2012年（平成24年）10月1日 - 日本郵便株式会社発足に伴い、郵便事業杉並南支店を杉並南郵便局に統合。
- 2017年（平成29年）2月6日 - ゆうゆう窓口の24時間営業を廃止。

## 取扱内容

### 杉並南郵便局
- 郵便、印紙、ゆうパック、内容証明
- 生命保険、バイク自賠責保険、自動車保険、がん保険、引受条件緩和型医療保険
- 杉並区内の一部地域（〒168-xxxx）の集配業務
- ゆうゆう窓口

### ゆうちょ銀行杉並店
- 貯金、貸付、為替、振替、振込、国際送金、外貨両替、国債、投資信託、変額年金保険
- ATM

## 周辺
- 高千穂大学
- 大宮八幡宮
- 和田堀公園
- サミット本社

## アクセス
- 京王井の頭線 西永福駅から徒歩約7分
- 小田急バス 浜田山四丁目停留所下車
- 中央自動車道 高井戸ICから東へ約3km、首都高新宿線 永福出入口から北西へ約2.5km
- 井ノ頭通り沿い
- 駐車場あり：7台